# Sacred Sin
Sacred Sin ist ein Porno-Spielfilm von Michael Ninn aus dem Jahr 2006 erschienen bei Ninn Worx.

## Handlung
Der Film beginnt im 18. Jahrhundert, als ein junges Paar den Tod ihres Sohnes betrauert. Die Mutter Heather ist so verzweifelt über den Tod ihres Kindes, dass sie kein sexuelles Interesse an ihrem Mann Jean mehr hat. Somit findet dieser Trost in den Armen einer anderen Frau. Die beiden werden jedoch von Heather erwischt und sie erschießt beide in Rage. Kurze Zeit später nimmt auch sie sich das Leben. Dann sieht man die beiden Frauen wieder auferstanden und zusammen mit einigen anderen Seelen in einem großen Haus.

## Wissenswertes
- Im Juli 2006 nahm Eddie Van Halen zwei Instrumental-Stücke („Rise“ und „Catherine“) für den Film auf.[1][2]
- Der Film ist der erste Hardcore-Video von Heather Vuur, die Penthouse Pet of Month Januar 2006 und Pet of Year 2007 gewesen ist.
- Die zweite DVD des Filmpakets enthält unter anderem drei Musikvideos von Eddie Van Halen.

## Auszeichnungen
- 2007: AVN Award: Best Art Direction – Video – Sacred Sin, John Sykes
- 2007: AVN Award: Best Videography – Sacred Sin, Barry Wood
- 2007: AVN Award: Best Music – Sacred Sin, Eddie Van Halen and Loren Alexander
- 2007: AVN Award: Best Online Marketing Campaign – Individual Project – Sacred Sin
- 2007: AVN Award: Best Overall Marketing Campaign – Individual Project – Sacred Sin
- 2006: Adult DVD Empire Award – Best DVD Audio Quality
- 2006: Adult DVD Empire Award – Best Feature DVD
- 2006: Adult DVD Empire Award – Best Overall DVD
- 2006: Adult DVD Empire Award – Editor's Choice Award